# Гатьєн де Куртіль де Сандра
Гатьєн де Куртіль де Сандра (фр. Gatien de Courtilz de Sandras; нар. 1644 — пом. 1712) — французький новеліст і меморіаліст. Писав напів-вигадані так звані мемуари від першої особи, головними героями яких були відомі історичні особи минулого. Його найвідоміші романи — «Мемуари М. Л. С. Д. Р.» (1687) «Мемуари д'Артаньяна» (1700) та «Мемуари пана де Б» (1711). Ці романи описують соціальну і політичну атмосферу під час правління кардиналів Рішельє та Мазаріні. Герої його романів — шпигуни та інтригани, галантні кавалери та злочинці.

## Життєпис
До того як він почав писати, де Куртіль служив капітаном у двох різних підрозділах мушкетерів і вже чув про іншого відомого мушкетера — Шарля д'Артаньяна. Полишивши армію у 1688, він оселився у Нідерландах, де почав писати свої романи. За часом скандальні мемуари та публікації його було арештовано декілька разів, і він відсидів 9 років у Бастилії, де комендантом служив Бемо — товариш д'Артаньяна. Завдяки своєму минулому серед мушкетерів, він можливо, сам бачив д'Артаньяна, або багато чув про нього. Також, спілкуючись з тюремщиком Бастилії — Бемо він зібрав достатньо інформації про життя д'Артаньяна, і коли звільнився, почав писати мемуари про цього мушкетера.
Найбільшу славу де Куртіль отримав завдяки своїм «мемуарам» про пригоди д'Артаньяна, що привернули увагу Олександра Дюма, який відтворив цей самий образ у своїх романах «Три мушкетери», «Двадцять років потому» і «Віконт де Бражелон, або Десять років потому». «Мемуари д'Артаньяна» вийшли спочатку у Нідерландах через побоювання автора, що він розголосив у них деякі державні таємниці, а це могло знову призвести до його арешту. Хоча в мемуарах повно вигадок, більшість істориків сходяться у тому, що основну історію д'Артаньяна він передав більш-менш точно.